# Никитовка (Краснознаменский район)
Никитовка (до 1938 — Ужпияунен (нем. Uszpiaunen), до 1946 — Кисдорф (нем. Kiesdorf)) — посёлок в Краснознаменском городском округе Калининградской области. Входил в состав Добровольского сельского поселения.

## Население
| 1867 | 1885 | 1905 | 1910 | 1933 | 1939 | 2002 |
| ---- | ---- | ---- | ---- | ---- | ---- | ---- |
| 681  | ↗810 | ↗942 | ↘900 | ↘887 | ↘868 | ↘181 |
| 2010 |      |      |      |      |      |      |
| ↘170 |      |      |      |      |      |      |

## История
Населённый пункт Ужпияунен в 1946 году был переименован в посёлок Никитовку.